# Бузник, Михаил Христофорович
Михаи́л Христофо́рович Бу́зник (настоящее имя Михаи́л Ви́кторович Бу́зник; род. 9 февраля 1947, Пржевальск) — русский поэт, драматург, член Союза писателей Москвы, член  Русского ПЕН-центра.

## Биография
Родился 9 февраля 1947 года в Пржевальске.
Отец Михаила Бузника - Виктор (Христофор) Михайлович Бузник, выдающийся ученый-теплофизик. С именем Христофор не принимали в институт, поэтому ему пришлось взять имя Виктор. Виктор Михайлович воспитывался в Одессе у этнографа, своего дяди Василия Ильича Цвятко, после чего учился у академика Михаила Викторовича Кирпичева.
Мать - Тамара Ивановна Бузник на протяжении всей жизни заведовала кафедрами иностранных языков.
Михаил Бузник так вспоминает о детстве и родителях:
Как же прекрасно было мое детство в доме на Католической (ныне Адмирала Макарова). Воспоминания о детстве - то самое главное, что движет жизнью. Я живу его теплом. Теми удивительными отношениями отца и матери, которыми было пропитано все вокруг, и определяло мое отношение ко всему происходящему.

С какой же удивительной энергией жил отец: веселой, созидательной, искрящейся в радости! Мне всегда кажется, что он оставил на земле эту энергию. По крайней мере, она рядом со мной! Тамара Ивановна Бузник (Фомкина) - моя мамочка! Ее жизнь - это жизнь чистейшей русской души. Где ее душа - там и небо. Прошли годы и годы, и это удивительно, но ни одной негативной эмоции, мысли по отношению к ней у меня никогда не возникало. Один свет!
(из статьи "Времени пределы", газета "Вечерний Николаев" от 10 августа 2000 года)
Окончил химический факультет Киевского университета на кафедре академика Андрея Киприанова. После окончания университета был студентом режиссерского факультета Киевского театрального института.
По рассказам самого поэта[2], после смерти отца в 1968 году решающую роль в становлении Михаила Бузника как писателя сыграл ученый и классик украинской литературы Николай Платонович Бажан. Также во многом судьбоносным явилось знакомство с пианистом Эмилем Григорьевичем Гилельсом и Эдуардасом Беньяминовичем Межелайтисом[3]. К киевскому периоду жизни Бузника относятся писатель Виктор Платонович Некрасов и режиссер Леонид Осыка, внесшие свой вклад в будущую литературную деятельность поэта[4].
Автор многих пьес, написанных по госзаказам Министерства культуры СССР. Они были поставлены в Москве, Тбилиси, Ереване и других городах. Пьесы "Числа" и "Пол шатается" имели большой успех.
Автор восьми книг, изданных в парижском издательстве ИМКА-Пресс, с руководителем которого Никитой Алексеевичем Струве его объединяла многолетняя и глубокая дружба. О роли Никиты Струве сам Михаил Бузник вспоминает на страницах "Независимой" газеты в июне 2016 года:
Дорогой Никита Алексеевич! Ваш НЕОЖИДАННЫЙ госпиталь + наши ежедневные разговоры и ощущение вашего ВНЕЗАПНОГО угасания приводили в ужас. И смерть стала явью. В дни моей юности Виктор Платонович Некрасов дал мне ваш «Вестник…». Через неделю – другой номер «Вестника…». В них были Флоренский, Шестов, Цветаева… Через некоторое же время стали приходить бессмертные книги вашего издательства YMCA-PRESS… Николай Лосский, отец Сергий Булгаков, Фудель, Ремизов… Даже фотоальбом с 300 новомучениками российскими был издан… Вы словно Воскресили их… И ВДРУГ – «Архепелаг ГУЛАГ»! Всё вокруг тогда дышало по-новому. Вы принесли весну… Вы раскрепощали нас. Изгоняли страх. И имя Никиты Струве было изумлением. Интеллектуальная правда хлынула в Россию. Более 60 лет вы редактировали «Вестник русского христианского движения». Почти 50 лет возглавляли основанное Бердяевым парижское издательство YMCA-PRESS… Дышала Москва, дышал Питер, дышал Киев… Дышали книги! С 90-х годов мне посчастливилось дружить с вами, Никита Алексеевич! Париж, Москва, Питер – поездки по городам России. Вспоминаю вашу встречу с Вашингтонским Владыкой Василием Родзянко. Вы говорили с ним о Григории Нисском, Сербии, Мандельштаме в пространствах близких для каждого из вас воспоминаний.https://www.ng.ru/memoriam/2016-06-16/5_buznik.html
.
Произведения Михаила Бузника переведены на французский, английский, китайский, испанский и другие языки.
Книги Михаила Бузника иллюстрировали Сергей Параджанов, Василий Валериус, Рустам Хамдамов, Жерар Депардьё.
Параджанов, предваряя публикацию пьесы Бузника «Сны чужой жены», писал:
В пьесах М.Бузника особая логика. Загадочная. Своя. Его пьесы будто бы состоят из фресок, которые вспыхивая — высвечивают жизнь ещё не приготовленную для истинной любви. Ствол драматургии Бузника имеет ветвистую крону и ветвистые корни, которые надо обуздать, расчесать и возлюбить.Предисловие Сергея Параджанова к пьесе М. Бузника «Сны чужой жены», «Современная драматургия». 1989. № 5
Высокую оценку поэзии Бузника дал композитор Владимир Мартынов:
После того как ведущие теоретики и культурологи объявили о смерти постмодернизма и наступлении времени метамодернизма, стали более очевидными тенденции многих культурных практик, стремящихся перейти от иронии к энтузиазму, от сарказма к искренности, от эклектичности к чистоте и от разрушения к созиданию. Книга Михаила Бузника уверенно возвещает все эти тенденции. Очевидно, автор мог бы сказать, что он прорывается к тому пространству и времени, где нет смерти и где будущее, прошлое и настоящее оказываются в евхаристическом времени – времени благодарения. Из глубины евхаристического движения пытается обрести суть жизни. И свидетельствовать о том, как души ушедших одухотворяют нас.https://lgz.ru/article/obnazhenie-nevidimogo/
Духовный отец Михаила Бузника[5] епископ Вашингтонский и Сан-Францисский Василий (Родзянко) считал, что "Михаилу Бузнику дано описывать события Горнего мира", а друг поэта - Андрей Вознесенский, с которым Бузник совместно с Юрием Любимовым организовали в 2000 году вечер, посвященный первому всемирному дню поэзии на сцене театра на Таганке, говорил, что "для нашей отечественной поэзии ноты Михаила Бузника необходимы, как медицинское вливание".
Жизнь поэта неразрывно связана с основанным в Москве Никитой Алексеевичем Струве Домом Русского Зарубежья имени Александра Солженицына. С первых лет основания Дома Михаил Бузник стал организатором поездок делегаций вместе с Виктором Москвиным, Никитой Струве, Андреем Вознесенским, Алексеем Баталовым в Николаев, родной город своего отца[6].

## Книги

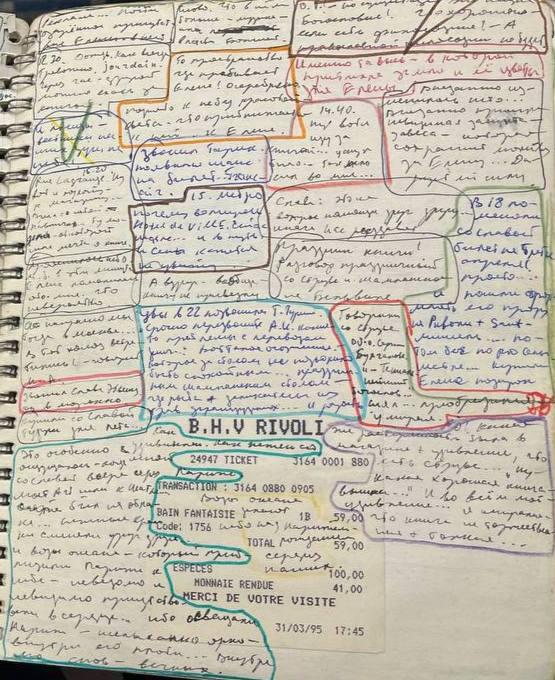
Рукопись книги «Красота Елены летопись света»

- М. Х. Бузник. Красота Елены  летопись света. — Париж: ИМКА-Пресс, 1995. — ISBN 2-85065-237-7.
- М. Х. Бузник. Лазури воля безначальная…. — Париж: ИМКА-Пресс, 1996. — ISBN 2-85065-246-6.
- М. Х. Бузник. Изумление. — Париж: ИМКА-Пресс, 1999. — ISBN 5-85887-054-6.
- М. Х. Бузник. Неостуженный жемчуг. — Париж: ИМКА-Пресс, 2001. — ISBN 5-85887-104-6.
- М. Х. Бузник. Линии неба. — Париж: ИМКА-Пресс, 2003. — ISBN 5-85887-160-7.
- М. Х. Бузник. Закладки для неба. — Париж: ИМКА-Пресс, 2009. — ISBN 978-5-85887-328-0.
- М. Х. Бузник. Прочь гравитацию. — Париж: ИМКА-Пресс, 2014. — ISBN 978-5-85887-443-0.
- М. Х. Бузник. Синяя гравитация. — Париж: ИМКА-Press, 2019. — С. 104. — ISBN 978-2-85065-290-5.

## Премия
- Лауреат поэтической премии Константина Кедрова Президентского фонда культурных инициатив (2024)[2]